# Liste der Regierungsbezirke Bayerns
Die heutigen sieben Regierungsbezirke Bayerns gehen auf die Neuordnung der Verwaltung im Königreich Bayern im Jahre 1808 zurück. Damals wurde das Staatsgebiet in Kreise eingeteilt, die nach französischem Vorbild nach Flüssen benannt wurden. Die Einteilung in (maximal 15) Kreise veränderte sich auf Grund von Gebietsverlusten und -gewinnen, entsprach aber ab der Verwaltungsneugliederung von 1817 schon weitgehend den heutigen Regierungsbezirken. Am 1. Januar 1838 erhielten die seit 1817 bestehenden acht Kreise historisierende Namen, die sich auf ehemalige Herzogtümer und Territorien bezogen. Ab dem 1. Januar 1939 wurden anstelle der Bezeichnung Kreise die in Preußen geläufige Bezeichnung Regierungsbezirke eingeführt.
In der folgenden Liste sind sowohl die heutigen Regierungsbezirke in ihrer Entwicklung seit 1838 (rosa hinterlegt) als auch die seither entstandenen und wieder aufgelösten Regierungsbezirk aufgeführt.
| Regierungsbezirk (bis 1939 Kreis) (jüngster Name) | Entstehung und Namensänderungen | Gebietsveränderungen |
| ------------------------------------------------- | --- | --- |
| Mittelfranken Sitz: Ansbach                       | Der Kreis Mittelfranken entstand aus dem Rezatkreis, der 1810 um den Pegnitzkreis und den nördlichen Teil des Altmühlkreises erweitert wurde. Im Rahmen der Verwaltungsvereinfachung wurde Mittelfranken 1933 mit Oberfranken zu einem Kreis mit Verwaltungssitz in Ansbach vereint. Diese Vereinigung wurde 1948 rückgängig gemacht und Mittelfranken als eigener Regierungsbezirk wiederhergestellt. | 1880 kam es zu einem Gebietstausch mit dem Kreis Oberpfalz und Regensburg. Im Rahmen der Gebietsreform gewann Mittelfranken 1972 den bisher oberfränkischen Landkreis Höchstadt an der Aisch, musste aber den Landkreis Eichstätt an Oberbayern abtreten. |
| Niederbayern Sitz: Landshut                       | Der Kreis Niederbayern entstand aus dem Unterdonaukreis (Verwaltungssitz: Passau), der 1810 um Gebiete des Regenkreises und des Salzachkreises erweitert wurde. Im Rahmen der Verwaltungsvereinfachung wurde Niederbayern 1932 mit dem Kreis Oberpfalz und Regensburg zu einem Kreis mit Verwaltungssitz in Regensburg vereint. Diese Vereinigung wurde 1959 rückgängig gemacht und Niederbayern als eigener Regierungsbezirk wieder hergestellt. | Im Rahmen der Gebietsreform kam es 1972 zu einem Gebietstausch mit der Oberpfalz. |
| Niederbayern und Oberpfalz Sitz: Regensburg       | Dieser Kreis wurde 1932 im Rahmen der Verwaltungsvereinfachung durch Vereinigung der Kreise Niederbayern und Oberpfalz und Regensburg gebildet. Der Regierungsbezirk wurde 1959 wieder in die Regierungsbezirke Niederbayern und Oberpfalz aufgelöst. | Der Regierungsbezirk wurde 1939 um bisher tschechoslowakische Gebiete vergrößert, die 1945 wieder verloren gingen. |
| Oberbayern Sitz: München                          | Der Kreis Oberbayern entstand aus dem Isarkreis, der 1810 und 1817 erheblich vergrößert worden war. | 1944 wurde der Landkreis Friedberg an den Regierungsbezirk Schwaben ausgegliedert. Im Rahmen der Gebietsreform kam es 1972 zu Gebietsgewinnen auf Kosten von Mittelfranken und der Oberpfalz und zu einem Gebietsaustausch mit Schwaben.                  |
| Oberfranken Sitz: Bayreuth                        | Der Kreis Oberfranken entstand aus dem Obermainkreis (Verwaltungssitz: Bamberg), der 1810 um die nördlichen Gebiete des bisherigen Naabkreises und 1812 um Gebiete des ehemaligen Fürstentums Bayreuth vergrößert worden war. Seitdem befand sich der Verwaltungssitz in Bayreuth. Im Rahmen der Verwaltungsvereinfachung wurde Oberfranken 1933 mit Mittelfranken zu einem Kreis mit Verwaltungssitz im mittelfränkischen Ansbach vereint. Diese Vereinigung wurde 1948 rückgängig gemacht und Oberfranken als eigener Regierungsbezirk wiederhergestellt.  | 1866 fiel Kaulsdorf an Preußen. 1920 fiel der Freistaat Coburg an Oberfranken. Im Rahmen der Gebietsreform verlor Oberfranken 1972 den Landkreis Höchstadt an der Aisch an Mittelfranken.                                                                 |
| Oberfranken und Mittelfranken Sitz: Ansbach       | Dieser Kreis wurde 1933 im Rahmen der Verwaltungsvereinfachung durch Vereinigung der Kreise Oberfranken und Mittelfranken gebildet. Der Regierungsbezirk wurde 1948 wieder in die Regierungsbezirke Oberfranken und Mittelfranken aufgelöst. | Dieser Kreis wurde 1933 im Rahmen der Verwaltungsvereinfachung durch Vereinigung der Kreise Oberfranken und Mittelfranken gebildet. Der Regierungsbezirk wurde 1948 wieder in die Regierungsbezirke Oberfranken und Mittelfranken aufgelöst.              |
| Oberpfalz Sitz: Regensburg                        | Der Kreis Oberpfalz und Regensburg entstand aus dem Regenkreis, der 1810 die südlichen Gebiete des bisherigen Naabkreises gewonnen und 1817 Gebiete (einschließlich der ehemaligen Hauptstadt Straubing) an den Unterdonaukreis verloren hatte. Im Rahmen der Verwaltungsvereinfachung wurde der Kreis 1932 mit dem Kreis Niederbayern zu einem Kreis mit Verwaltungssitz in Regensburg vereint. 1959 wurde diese Vereinigung rückgängig gemacht und die Oberpfalz – nun unter diesem vereinfachten Namen – als eigener Regierungsbezirk wieder hergestellt. | 1880 kam es zu einem Gebietstausch mit dem Kreis Mittelfranken. Im Rahmen der Gebietsreform kam es 1972 zu einem Gebietstausch mit Niederbayern. |
| Pfalz Sitz: Speyer                                | Der Kreis Pfalz entstand aus dem Rheinkreis. | 1920 wurden Gebiete, vor allem der Landkreis Sankt Ingbert, dem Saargebiet angegliedert. 1946 wurde die Pfalz an das neue Land Rheinland-Pfalz abgetreten.                                                                                                |
| Schwaben Sitz: Augsburg                           | Der Kreis Schwaben und Neuburg entstand aus dem Oberdonaukreis, der 1817 vergrößert worden war. 1939 wurde der Name des Regierungsbezirks zu Schwaben vereinfacht. | 1944 gewann der Kreis den bisher oberbayerische Landkreis Friedberg. Im Rahmen der Gebietsreform kam es 1972 zu einem Gebietsaustausch mit Oberbayern. Insbesondere fiel das bisher schwäbische Neuburg an Oberbayern.                                    |
| Unterfranken Sitz: Würzburg                       | Der Kreis Unterfranken und Aschaffenburg entstand aus dem Untermainkreis. Der Namen des Kreises wurde 1938 in Mainfranken und 1946 in die vereinfachte Form Unterfranken geändert. | 1866 gingen die Ämter Gersfeld und Orb an die preußische Provinz Hessen-Nassau verloren. 1920 fiel das bisher Coburgische Amt Königsberg an Unterfranken.                                                                                                 |